# Большой Эрмитаж
Большой (Старый) Эрмитаж — памятник архитектуры, входящий в музейный комплекс Государственного Эрмитажа. Построен в 1771—1787 годах архитектором Юрием Фельтеном, явился продолжением дворцовых строений, расположившихся на набережной, и предназначался для размещения дворцовых художественных коллекций. В 1792 году Джакомо Кваренги пристроил к Большому Эрмитажу корпус, в котором разместились лоджии Рафаэля.

## Название
Новое здание по своим размерам значительно превышало здание Малого Эрмитажа, вслед за которым оно и возводилось, поэтому и возникло наименование —  Большой Эрмитаж. В XIX веке после сооружения Л. Кленце Нового Эрмитажа здание стали именовать также Старый Эрмитаж, что хронологически неверно: Эрмитажный театр, входящий в комплекс, ещё моложе.

## История

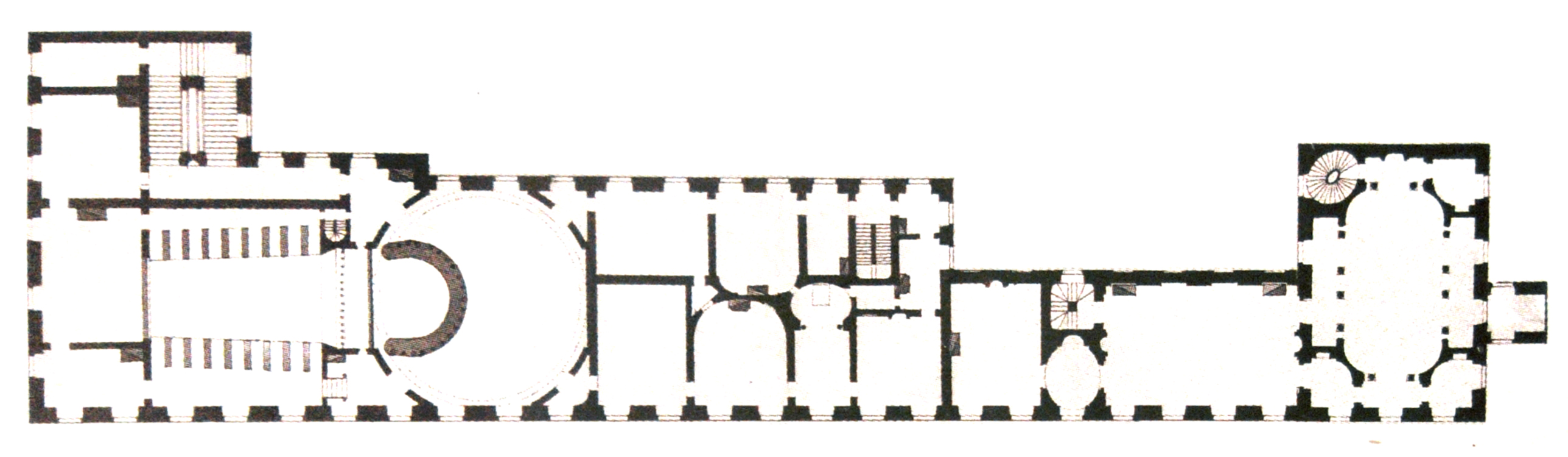
Ю. Фельтен. Проект плана 2 этажа, 1777 г.

В 1770 году был издан указ о строительстве нового здания в линию с Эрмитажем. Строительство под руководством Юрия Фельтена началось в феврале 1771 года и велось в несколько этапов, поскольку необходимо было разобрать пришедшие в негодность расположенные на участке дома Матвея Олсуфьева и Родиона Кошелева. К 1775 году была сделана декоративная отделка интерьеров и завершён первый этап строительства (соответствует современным залам 206 — 209). Основным помещением был Овальный зал «в два света» с обходной галереей, где находилась библиотека. К нему вдоль набережной примыкали Малый зал, Ротонда и Опочивальня. В 1776 году было велено внутри Овального зала (на месте нынешней Советской лестницы) «исправить по скорой надобности» театр с оркестром. Этот театральный зал предназначался для спектаклей, устраиваемых при проведении «малых эрмитажей» в соседнем здании.
В 1776 году Фельтену было предписано возвести «достальную часть строения в линию с эрмитажем» до Зимней канавки. Очертания второй части сооружаемого здания не имели правильной планировки. Со стороны двора здание тремя уступами расширялось к Зимней канавке. Его габариты были обусловлены планировкой разобранных домов Олсуфьева и Кошелева. Каменные работы длились с 1777 до конца 1779 года. В новой части постройки также запланировали театр с восьмигранным в плане зрительным залом. Но театр не достроили, и в 1780 году его «косые» стены приказано было сломать, а зал переделать «в покои» (современные залы № 214, № 221). Отделка продолжалась и в 1783 году, а работы по фасадам, объединившим обе части постройки, были завершены лишь в 1787 году.
Проектирование и строительство расположенных вдоль Зимней канавки лоджий Рафаэля началось в 1783 году. Последующие перестройки велись зодчими Людвигом Шарлеманем 2-м и Огюстом Монферраном. В 1830 году в галерее разобрали четыре печи, а для отопления в подвале соорудили «духовые», тёплый воздух из которых поступал наверх по каналам и нагревал помещения. В 1840-е годы при строительстве Нового Эрмитажа, корпус разобрали со стороны двора, оставив лишь его стены с канала,где находились собственно Лоджии. Холсты с росписью, зеркала, двери и даже паркетный пол были бережно сняты и хранились до полного восстановления Лоджий, вошедших в комплекс залов нового музея.
По решению императора Николая I в середине XIX века вся Парадная анфилада отдаётся под коллекции. Устройство новых интерьеров — Седьмой запасной половины — шло под руководством Андрея Штакеншнейдера. Парадная и надворная анфилада обустраивалась для наследника Николая Александровича, однако в связи с его скорой смертью не использовалась по назначению. Помещения стали служить запасными комнатами для иностранных гостей, прибывавших к царскому двору. Так, в 1866 году здесь останавливался принц Уэльский. Позже здесь в основном останавливались главы восточных государств — персидский шах, эмир бухарский, хан хивинский.

## Архитектура
Выстроенный в линию с фасадами Зимнего дворца и Малого Эрмитажа, фасад Большого Эрмитажа более лаконичен и строг. Зодчий сумел гармонично вписать новую постройку в ряд уже существующих, подчеркнув представительность Северного павильона и пластическую выразительность основного сооружения ансамбля — Зимнего дворца. Фасад Большого Эрмитажа украшен барельефами на аллегорическую тему и маскаронами в виде львиных голов работы Ф.Г. Гордеева.
Комнаты и залы размещены двумя продольными анфиладами — в сторону набережной и на сторону двора. В 1805—1807 годах под руководством Джакомо Кваренги создаётся новая планировка Парадной анфилады Большого Эрмитажа. С 1848 года перестройками занимается Андрей Штакеншнейдер. Залы получают новое архитектурное убранство в характере позднего итальянского Ренессанса и французского «Grand maniere». В интерьерах широко применена позолота, цветной камень, ценные породы дерева, живопись и лепной декор измельчённого рисунка. Привлекают внимание окна с сохранившимися легерными цветными стёклами и двери с уникальной отделкой в технике «буль». В 1858 году была высочайше утверждена замена «более изящными лепными и скульптурными украшениями… двух кабинетов и опочивальни» в анфиладе со стороны двора.

## Залы Большого Эрмитажа
Первый этаж здания занимают административные помещения, дирекция Государственного Эрмитажа. С 1828 по 1885 год эти помещения занимал Государственный совет, а с 1885 года — Царскосельский арсенал.

### Залы итальянской живописи XIII—XVIII веков
В залах второго этажа (бывшие жилые комнаты Надворной анфилады и залы Парадной анфилады вдоль Невы) представлены работы итальянских мастеров эпохи Возрождения: Леонардо да Винчи, Франческо Мельци, Джорджоне, Тициан, Корреджо, Фра Анджелико, Тинторетто, Паоло Веронезе.

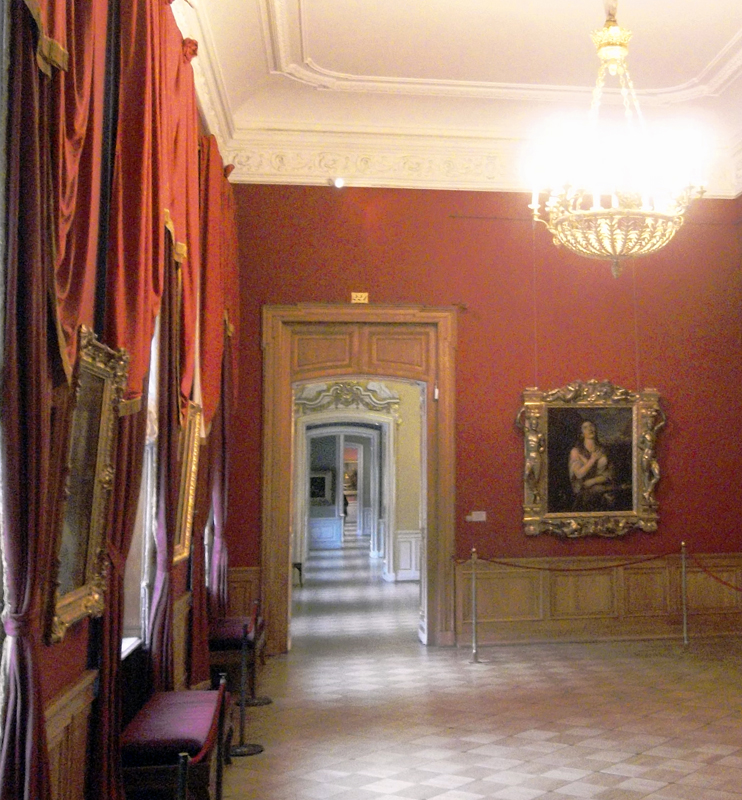
Надворная анфилада Зал Тициана
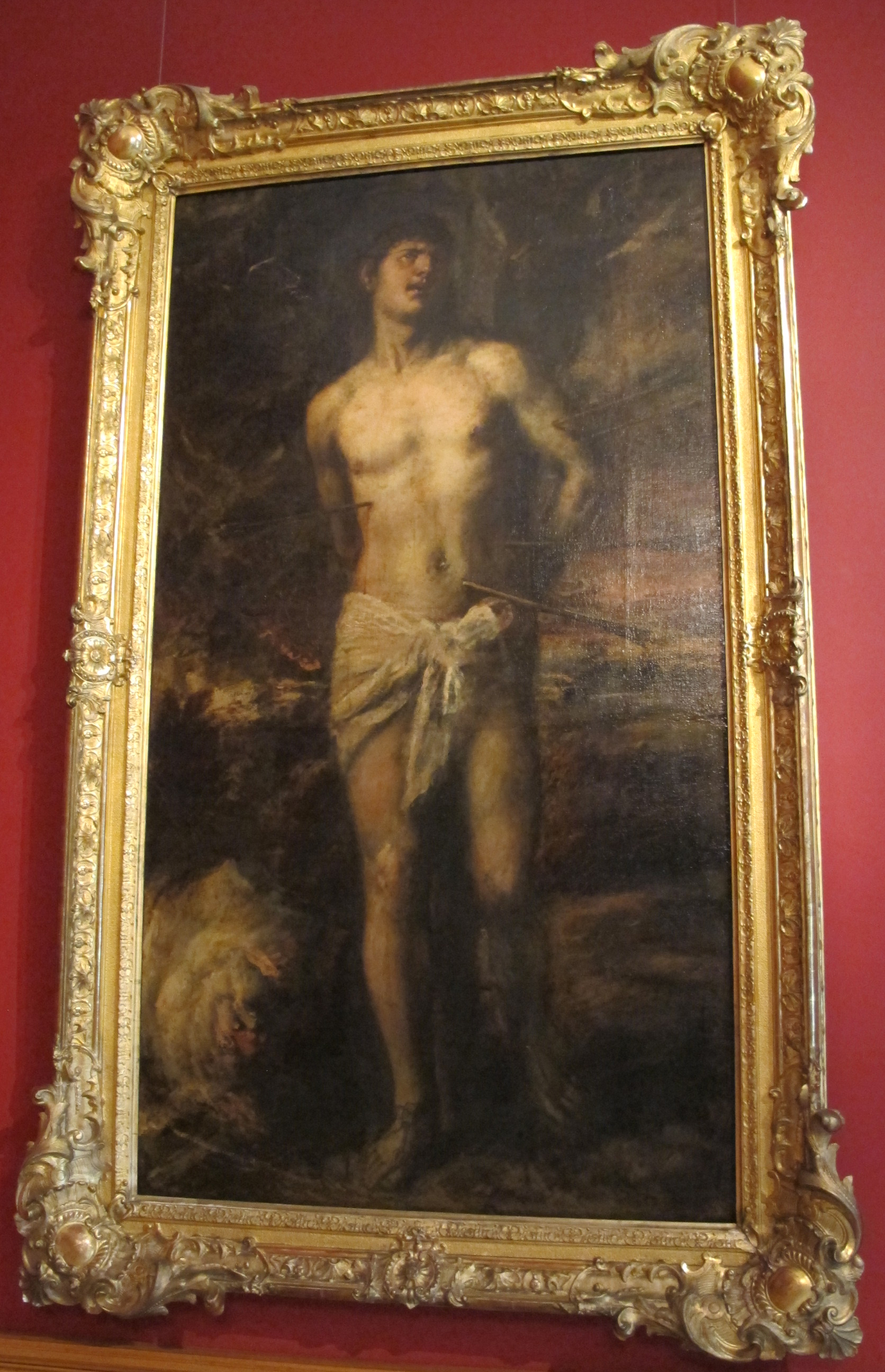
Тициан Св. Себастьян
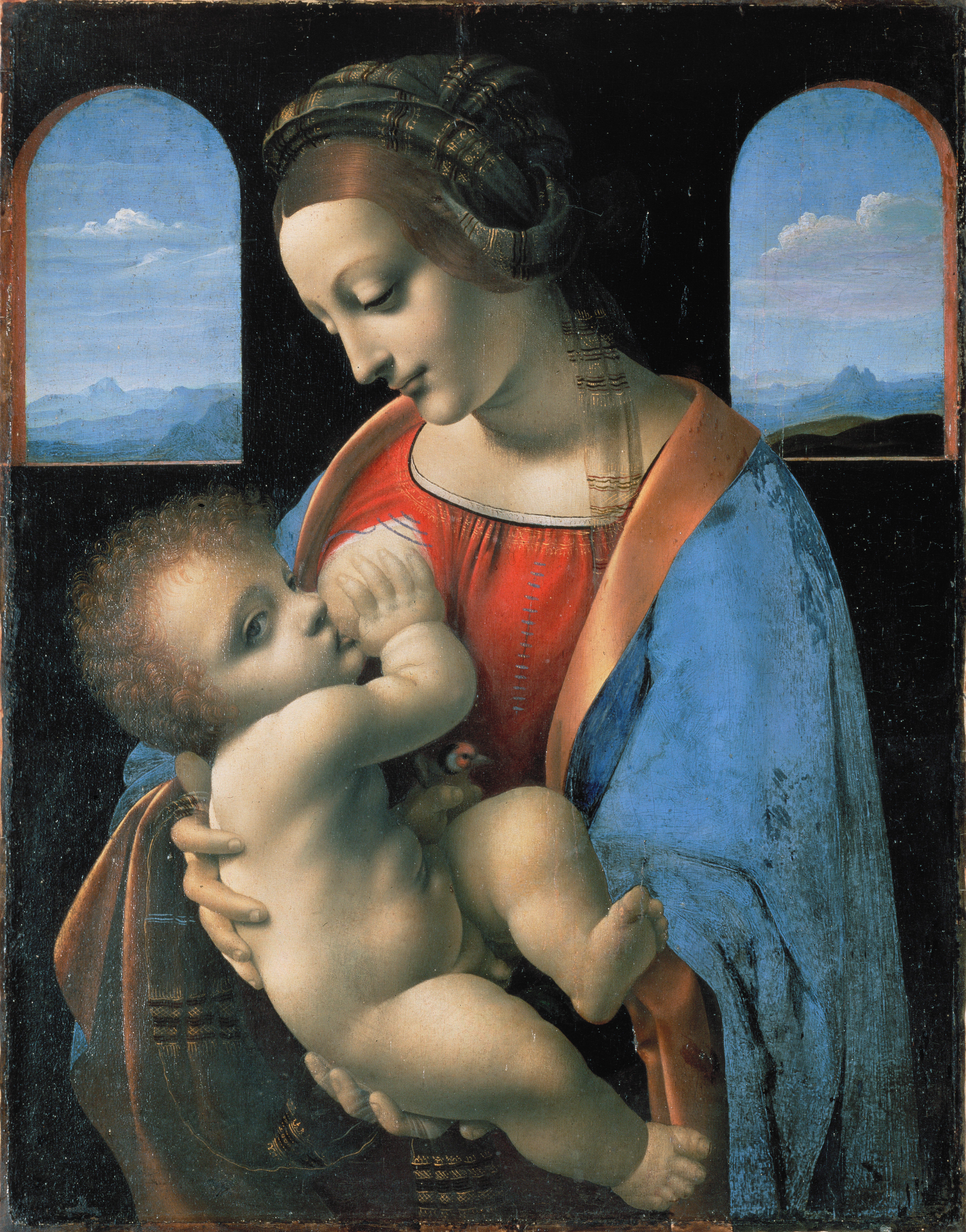
Леонардо да Винчи Мадонна Литта
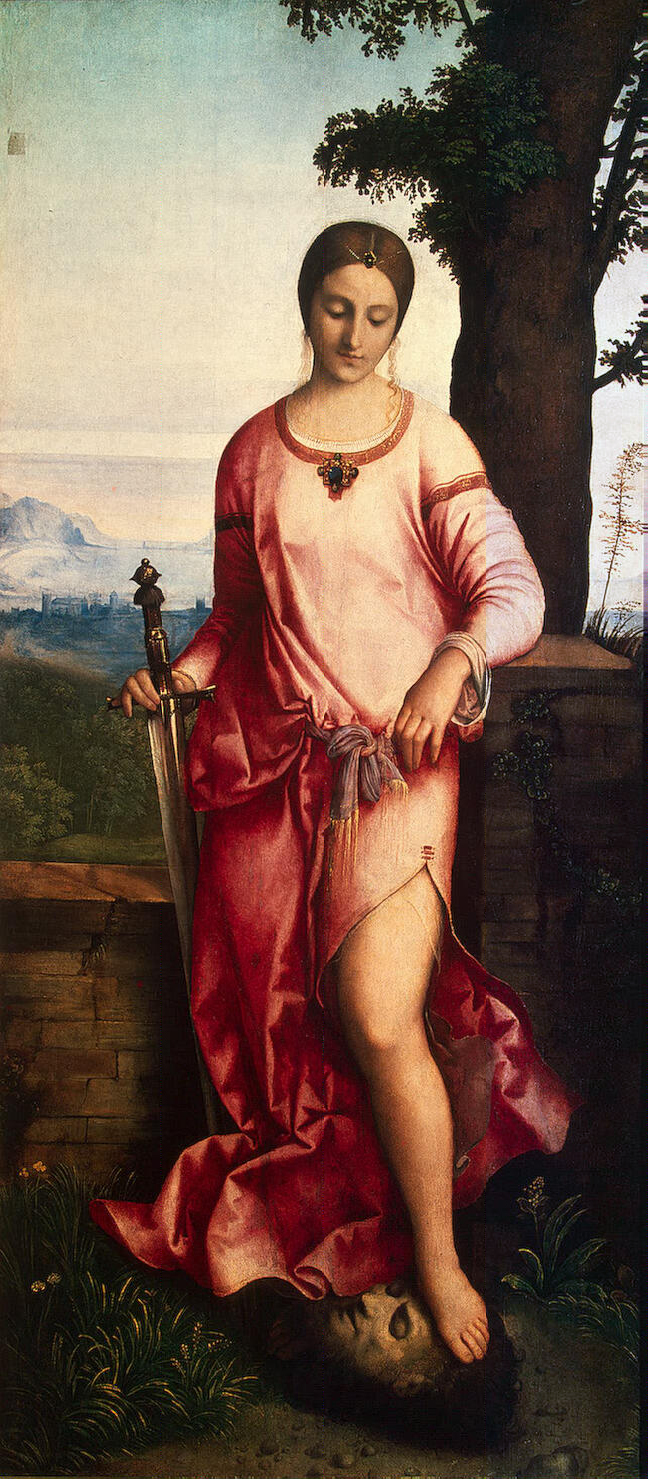
'Джорджоне Юдифь
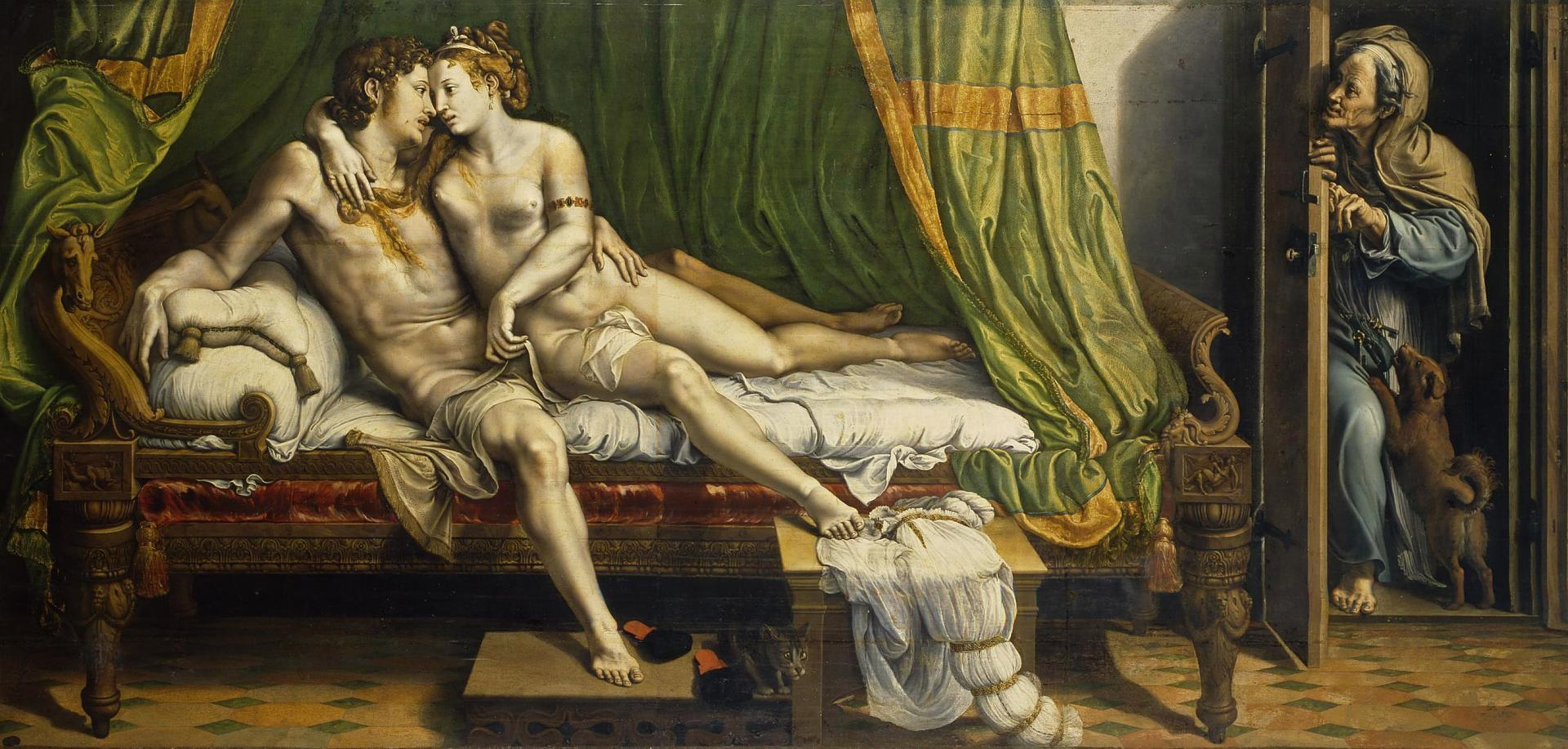
Джулио Романо Любовная сцена

#### Парадная приёмная

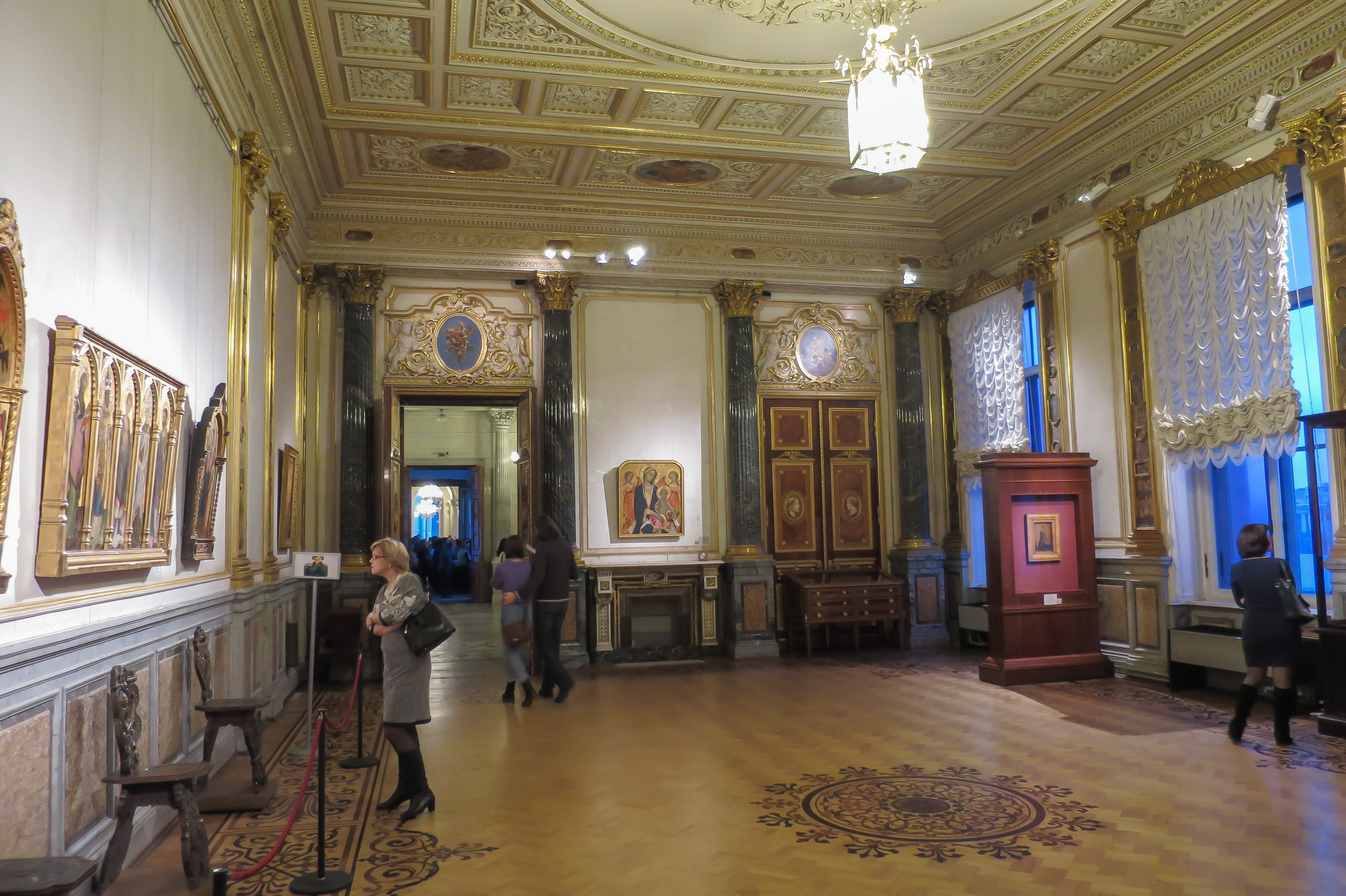
Зал № 207 (бывшая Парадная приёмная)

Современный зал № 207. В зале находятся произведения:
«Крест с изображением распятия» Уголино ди Тедиче, старейшее произведение итальянской живописи в собрании Государственного Эрмитажа;
«Мадонна с Младенцем» Лоренцо Джерини;
«Мадонна из сцены «Благовещение»» Симоне Мартини;
«Мадонна с Младенцем и двумя ангелами» Паоло ди Джованни Феи.

#### Столовая
Современный зал № 215. В 1917 году в этом помещении находилось рабочее место Александра Блока, работавшего стенографистом в составе Чрезвычайной следственной комиссии.
В постоянной экспозиции здесь находятся картины работы Корреджо и Франческо Мельци.

#### Двусветный зал
Современный зал № 214 — Зал Леонардо. Самый большой зал апартаментов, занимающий объём второго и третьего этажей. Интерьер создан в духе Большого стиля Людовика XIV. Колонны выполнены из тёмно-серого с прожилками итальянского мрамора, порфира, ленточной кушкульдинской яшмы. Особое внимание привлекают двери с отделкой в технике «буль».

### Лоджии Рафаэля

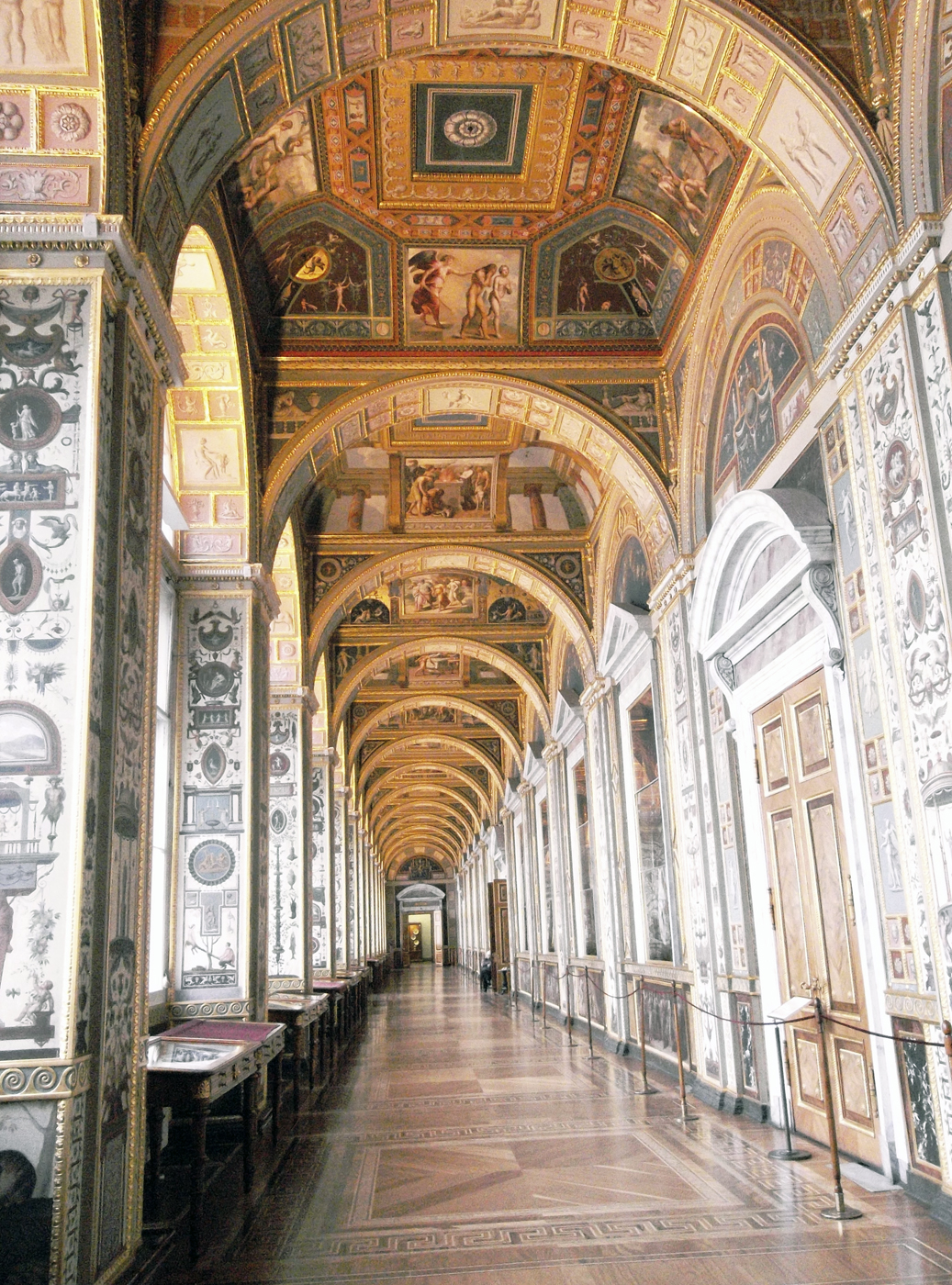
Лоджии Рафаэля

Возведённая в период с 1783 по 1792 годы Джакомо Кваренги галерея с копиями рафаэлевских фресок повторяет (с некоторыми отступлениями) известное сооружение Апостольского дворца в Ватикане. Зодчий разместил лоджии в специально возведенном вдоль Зимней канавки корпусе, примыкавшем под прямым углом к зданию Большого Эрмитажа. Перед отъездом из Италии в Россию зодчий произвёл обмер ватиканской галереи. Строительные работы велись под наблюдением И. Ф. Дункера и каменных дел мастеров М. Кеза и Дж. Лукини. В процессе строительства обнаружилось несоответствие размеров новой галереи и размеров прибывших из Италии холстов с живописью, что привело к отстранению от работы Дж. Лукини.
Ещё до того, как началось сооружение этого корпуса, по заказу Екатерины II группа художников в 1778 году приступила к копированию фресок Рафаэля и его школы в галерее папского дворца в Ватикане. Художники Якоб Хаккерт, Д. и В. Анджелони, Уильям Петер и другие использовали картоны Христофора Унтербергера, который вместе с Иоганном Фридрихом Раффенштайном осуществлял общее руководство по созданию копий. Копии выполняли на холстах, которые в свёрнутом виде доставляли в Санкт-Петербург. Здесь перед установкой полотен живопись приводил в порядок работавший в России немецкий живописец Иоганн Меттерлейтер. Когда возводили здание Нового Эрмитажа корпус с Лоджиями также подвергся полной перестройке, холсты были временно сняты и вновь водворены на место по окончании работ.
При эвакуации в 1941 году, в связи с опасением за сохранность живописи, было принято решение холсты не снимать. Специальные щиты плотно закрывали окна лоджий. Меры предосторожности вполне себя оправдали — за время Великой Отечественной войны помещение не получило никаких повреждений.
Архитектурный замысел Лоджий прост. Галерея состоит из ряда отсеков (лоджий), образованных полуциркульными арками, которые находятся на равном расстоянии друг от друга и создают ясный и спокойный ритм. Проёмы вдоль наружной стены застеклены (в Ватикане они открыты), в противоположной стене устроены забранные зеркалами окна (в Ватикане они освещают соседнее помещение). Вся поверхность стен и сводов, исключая панель ниже окон, покрыта причудливыми росписями. Нигде не повторяясь, в строгом и ясном ритме, сливаясь в единую композицию, бегут завитки аканта, цветы, в них вплетаются изображения фантастических животных, играющих амуров, человеческих лиц и фигур, переходящие в лиственный орнамент. Таковы прославленные «гротески», созданные учениками Рафаэля под влиянием античных росписей.

### Театральная лестница

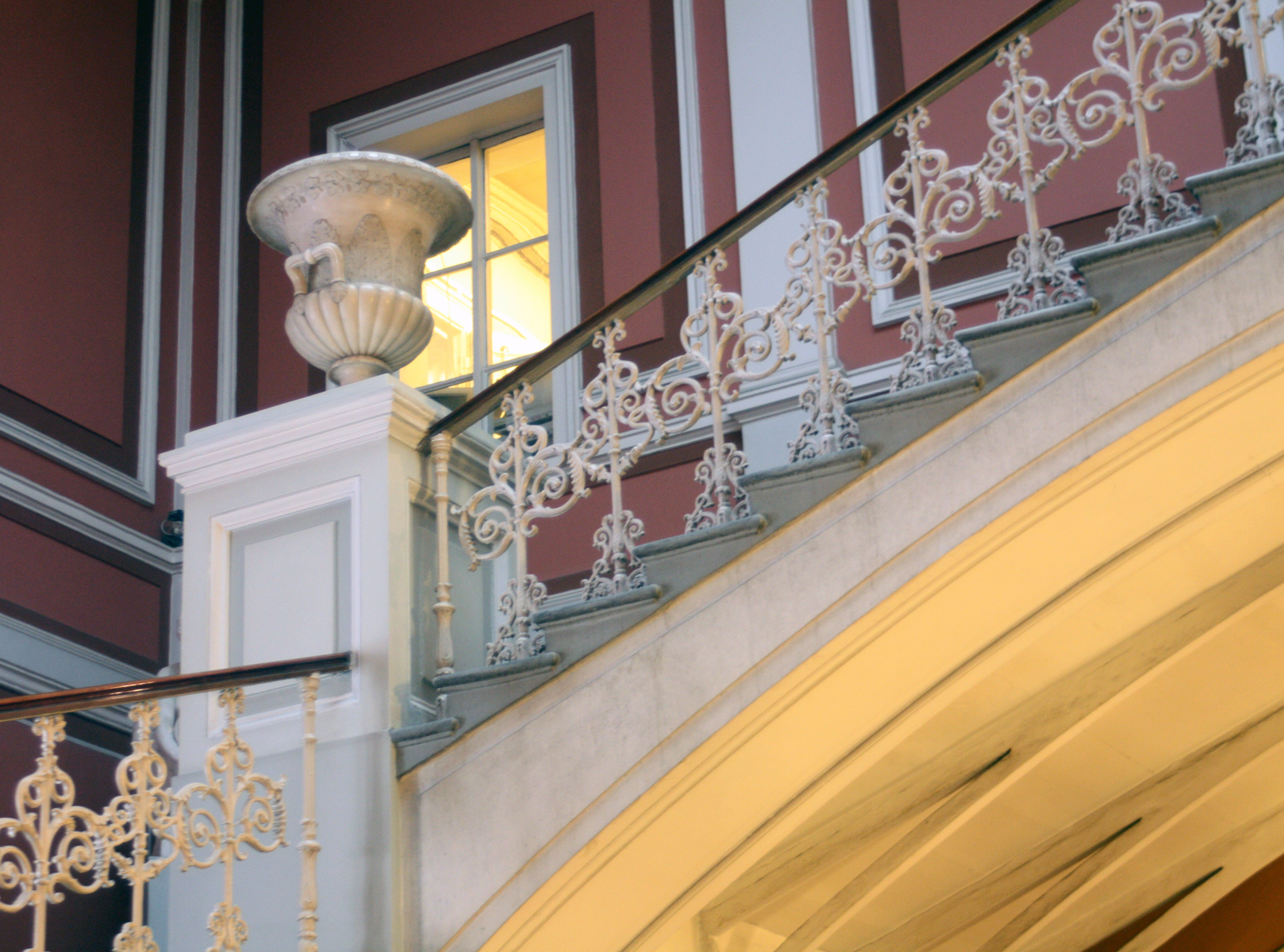
Театральная лестница

Расположенная в восточном ризалите Большого Эрмитажа лестница перестраивалась в 1847 году архитектором Николаем Ефимовым и служит для прохода со стороны Дворцовой набережной в Эрмитажный театр, Лоджии Рафаэля и связывает все три этажа Большого Эрмитажа.

### Советская лестница

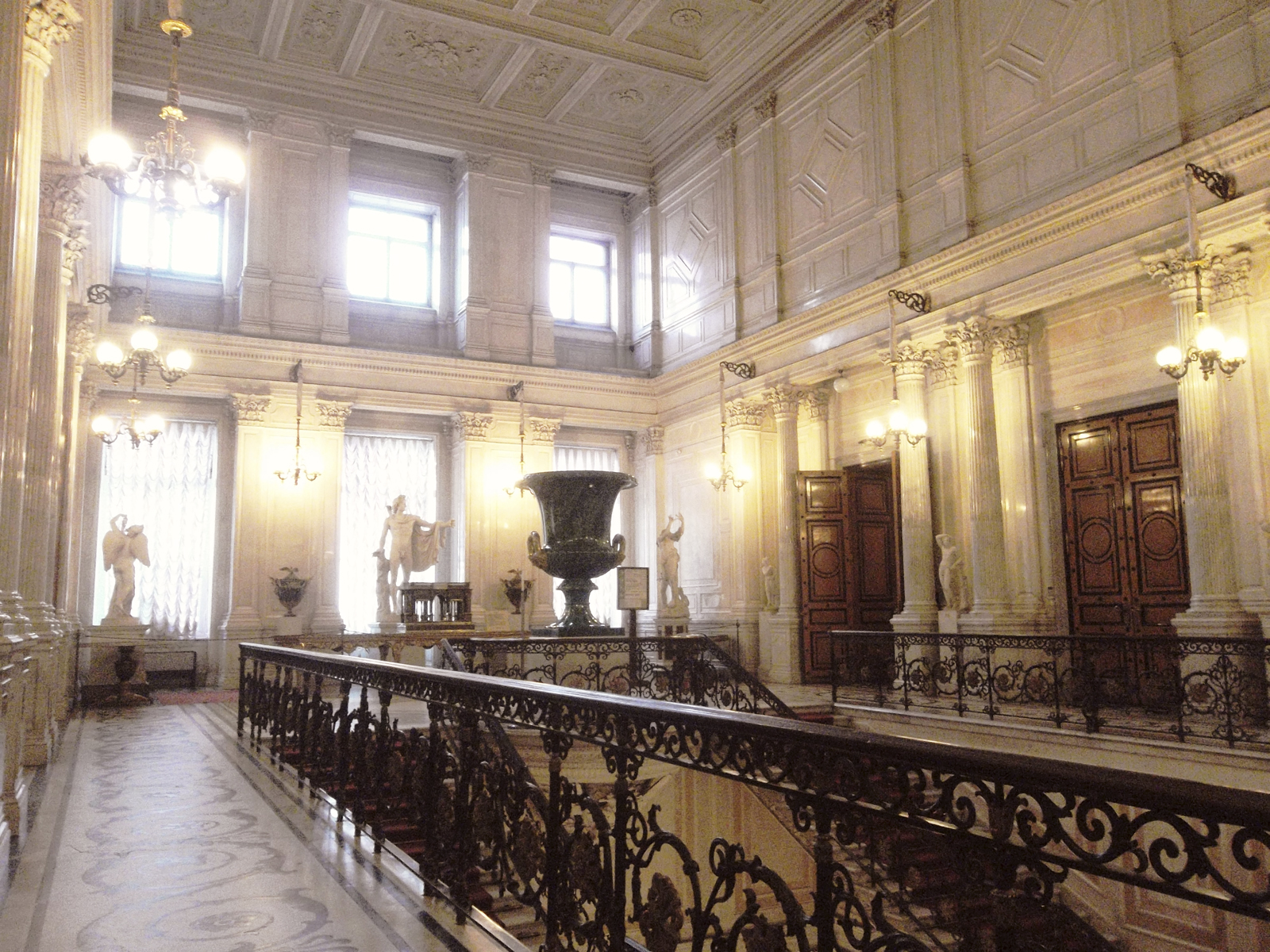
Советская лестница

С 1828 года первый этаж Большого Эрмитажа занимал Государственный совет и Комитет министров, для чего в западной части здания был устроен новый подъезд и новая Советская лестница (арх. Андрей Штакеншнейдер). Лестница богато отделана натуральным и искусственным мрамором. Вестибюль украшают четыре монолитные колонны из красного шокшинского порфира. На потолке — живописный плафон французского художника Г.-Ф. Дуайена, ранее находившийся здесь же, в бывшем Овальном зале Фельтена. Советская лестница, расположенная также рядом с Павильонным залом Малого Эрмитажа, — одна из лучших работ А. И. Штакеншнейдера.